# Ischnopteris brunneoviridis
Ischnopteris brunneoviridis là một loài bướm đêm trong họ Geometridae.